# Sune Bergström
Sune Bergström, właśc. Karl Sune Detlof Bergström (ur. 10 stycznia 1916 w Sztokholmie, zm. 15 sierpnia 2004 tamże) – biochemik szwedzki, laureat Nagrody Nobla z dziedziny fizjologii i medycyny w 1982 za badania nad prostaglandynami.

## Życiorys
W latach 1947–1958 profesor uniwersytetu w Lund, następnie profesor wydziału medycznego Instytutu Karolinska w Solnie (1969–1977 rektor Instytutu); członek wielu akademii naukowych, m.in. Królewskiej Szwedzkiej Akademii Nauk (od 1965), Amerykańskiej Akademii Umiejętność w Bostonie (od 1965), Narodowej Akademii Nauk w Waszyngtonie (od 1973), Niemieckiej Akademii Przyrodników w Halle (od 1977).
Prowadził badania dotyczące heparyny, powstawania i metabolizmu kwasów żółciowych oraz cholesterolu, izolacji, struktury i działania prostaglandyn (regulatorów wielu procesów życiowych). Za prace nad prostaglandynami otrzymał Nagrodę Nobla w 1982 roku, wspólnie z Bengtem Samuelssonem i sir Johnem Robertem Vane.
Był ojcem Svante Pääbo, laureata Nagrody Nobla w dziedzinie fizjologii lub medycyny za rok 2022.